# Свято-Георгіївський храм (Новочеркаськ)
Свято-Георгіївський храм (рос. Свято-Георгиевский храм) — православний храм в Новочеркаську (Ростовська область, Росія) в пам'ять порятунку життя Государя Імператора Олександра III і Його Найяснішого Сімейства при аварії царського поїзда 17 жовтня 1888 року. Знаходиться в Первомайському районі Новочеркаська. Оригінальна назва — Церква Святого Великомученика Георгія Побідоносця.

## Історія
У 1890 році утворилося парафіяльне піклування щодо будівництва храму на чолі з надвірних радником Іваном Степановичем Київським. Архітектор В. М. Куликов склав проект, взявши за зразок единоверческую церква в станиці Нижньо-Чирський. Храм побудований на покатистом місці до річки Тузлов. Він досить своєрідної архітектури в російській стилі, замість дзвіниці над трапезною частиною влаштована оригінальна дзвониця. Розміри храму невеликі, місткість — 400 человек.
Храм побудовано виключно на приватні пожертвування і обійшовся в 17 тис. рублів. Іконостас виготовлений у майстерні А. Соловйова в Новочеркаську. Віконні плетіння з фасонного закордонного заліза і хрести з російського заліза виконані в слюсарній майстровий Т. Х. Фаслера. Вся начиння була подарована різними благодійниками, на одному з напрестольних хрестів була вирізана наступна напис:
|  | Георгіївська церква до побудови закладена 1897 року 27 квітня, освячений 18 жовтня 1898 р будувалася кам'яною будівлею 1 рік 5 місяців і 21 день. |

Першим настоятелем Свято-Георгіївського приходу Новочеркаська є протоієрей Олександр Харитонович Попов, який, будучи ще досить молодим священиком, став настоятелем храму в 1898 році, і був на цьому послуху до 1906 року, коли вже в званні протоієрея він був переведений настоятелем у Свято-Покровський храм станиці Крівянскої.
Церковно-парафіяльна школа при храмі існувала з 1899 року, перебувала протягом 8 років в найманих приміщеннях. У 1908 році побудовано власну будівлю поруч з храмом.
Храм продовжував діяти аж до 1939 року, коли розпорядженням президії Обласного виконавчого Комітету, апеллирующим до постанови ВЦВКа від 1929 року, він був вилучений у громади віруючих згідно з архівними документами. У 1939 році храм був закритий. У повоєнні роки він використовувався як зерносховище. В кінці 1940-х років храм було повернуто Церкві і знову став діючим.
З 1990 року почалося його відновлення. В храмі зберігаються святині, колишні в ньому з моменту побудови: ікони святого благовірного князя Олександра Невського в срібному окладі, святого Пантелеймона Цілителя афонського листа. Особливий інтерес представляє мініатюрний настінний іконостас з живописом академічної школи. Оригінальним твором є чавунний барельєф «Таємна вечеря», копія знаменитої фрески Леонардо да Вінчі. У жовтні 2000 року Георгіївський храм придбав нову святиню — ікону «Достойно є», список мироточивої ікони зі святої Афонської гори.
Зараз сам Свято-Георгіївський храм визнано об'єктом культурної спадщини (пам'яткою історії та культури) на підставі Рішення Ростовського обласної Ради народних депутатів від 17.12.1992 (№ 325).
З 2006 року настоятелем Свято-Георгіївського храму є протоієрей Олександр Луканенко.